# Farinelli
Carlo Maria Michelangelo Nicola Broschi (Andria, 24 de enero de 1705-Bolonia, 16 de septiembre de 1782), más conocido por el sobrenombre de Farinelli, fue un cantante castrato italiano, uno de los más famosos del siglo XVIII y considerado el más grande de los castrati de la historia.

## Biografía
Nació en el seno de una familia de la baja nobleza. Es castrado y, visto su origen acomodado, en su caso sí debió ser cierta la versión oficial (común en estos casos) de su castración como consecuencia de una caída de caballo. Aunque la castración estaba penalizada, las autoridades de la época solían hacer la vista gorda y no perseguían estos delitos.
Lo común era que sus familias los llevaran a la operación con el convencimiento de que sus hijos podrían convertirse en grandes cantantes. Muchos de los niños provenían de familias pobres de los campos de Nápoles, donde la esperanza de vida no llegaba más allá de los 30 años. Si el niño tenía dotes para el canto, alcanzaría el reconocimiento; en cambio, si las aptitudes vocales no llegaban al límite exigido ante la enorme competencia, se ordenaba sacerdote, por lo que acababa en los coros de las iglesias.
Siguiendo la tradición de quienes lo precedieron, Farinelli fue enviado a un conservatorio, lugar reservado para el entrenamiento de los castrati. En estos lugares se daba amplio entrenamiento de voz a los niños, lecciones acerca de composición y también les daban la oportunidad de improvisar; de ahí los informes de que Farinelli daba toques personales a las piezas ya compuestas que se le entregaban para cantar, para la delicia de su público. Carlo Broschi eligió el seudónimo Farinelli en agradecimiento a los hermanos Farina, mecenas que pagaron durante muchos años sus estudios y su manutención.
Bajo la instrucción de Nicola Porpora, Farinelli adquirió una voz de maravillosa belleza. Se hizo famoso en el sur de Italia como il ragazzo («el muchacho»). Su primera actuación en un lugar público fue en 1720, con la Angelica e Medoro, de Porpora. En 1722 realizó su aparición en Roma, con Eumene, de su maestro, y despertó gran entusiasmo al superar a un popular trompetista alemán, a quien Porpora había compuesto un "obligado" (partitura con una notación musical concreta) para una de las canciones del joven, sosteniendo y aumentando una nota de prodigiosa longitud, pureza y poder, y en las variaciones y gorjeos que lanzó al aire. En las óperas, regularmente cantaba papeles de mujer como, por ejemplo, Adelaida, en Adelaide, de Porpora.

### Carrera en Europa

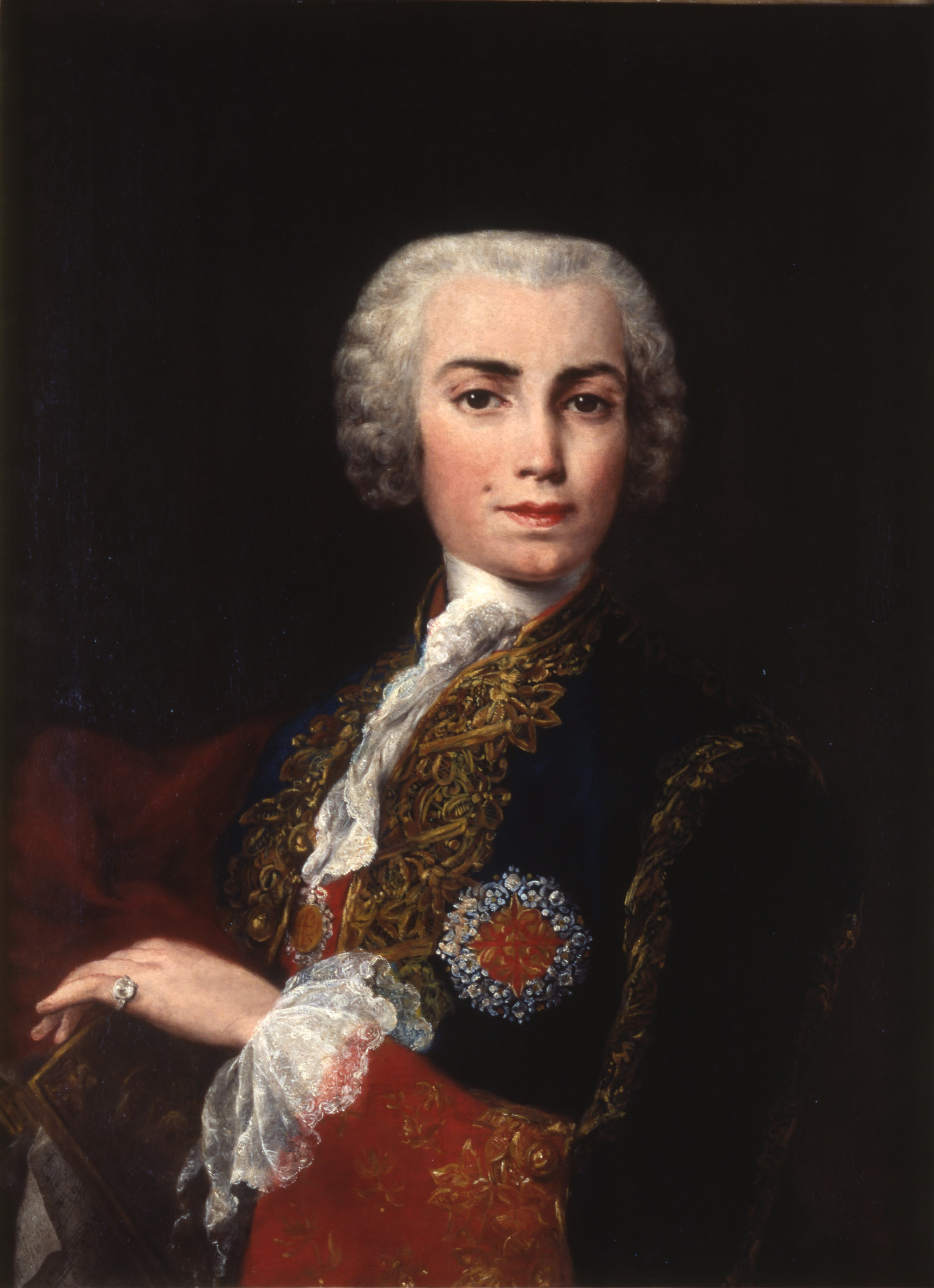
Carlo Broschi Farinelli, luciendo la Cruz de Calatrava, por Jacopo Amigoni, ca. 1750-52, (R.A.B.A.S.F., Madrid).

En 1725, Farinelli se presentó en Viena y en Venecia el año siguiente, regresando a Nápoles poco después. Cantó en Milán en 1726, donde Johann Joachim Quantz lo escuchó y escribió lo siguiente:

Farinelli tenía una voz de soprano penetrante, completa, rica, luminosa y bien modulada, con un rango en ese momento desde La debajo de Do medio a Re tres octavas por encima de Do medio... Su entonación era pura, su vibración maravillosa, su control de la respiración extraordinario y su garganta muy ágil, por lo que cantó los intervalos más amplios rápidamente y con la mayor de las facilidades y seguridad. Los pasajes de la obra y todo tipo de melismas no representaron dificultades para él. En la invención de ornamentación libre en el adagio fue muy fértil.

Farinelli cantó en Bolonia en 1727. Allí conoció al cantante Antonio Bernacchi (quince años mayor que él), a quien debió mucho de su instrucción. Con un éxito y fama crecientes, Farinelli se presentó en casi todas las grandes ciudades de Italia y regresó una tercera vez a Viena en 1731.

### En Londres
Farinelli modificó su estilo, según se dice, bajo el consejo de Carlos VI, desde una mera bravura de la escuela de Porpora a una de patetismo y simplicidad. Visitó Londres en 1734, a tiempo para prestar su poderoso apoyo a una facción que en oposición a Händel había montado una ópera rival, con Porpora como compositor y Senesino como cantante principal, pero ni siquiera su ayuda pudo hacer que tuviera éxito.
Su primera aparición en el teatro Lincoln's Inn Fields fue con Artaserse, de la que gran parte de la música era de su hermano, Riccardo Broschi. Su éxito fue instantáneo. Federico Luis de Gales y la corte lo llenaron de favores y regalos.

### En España

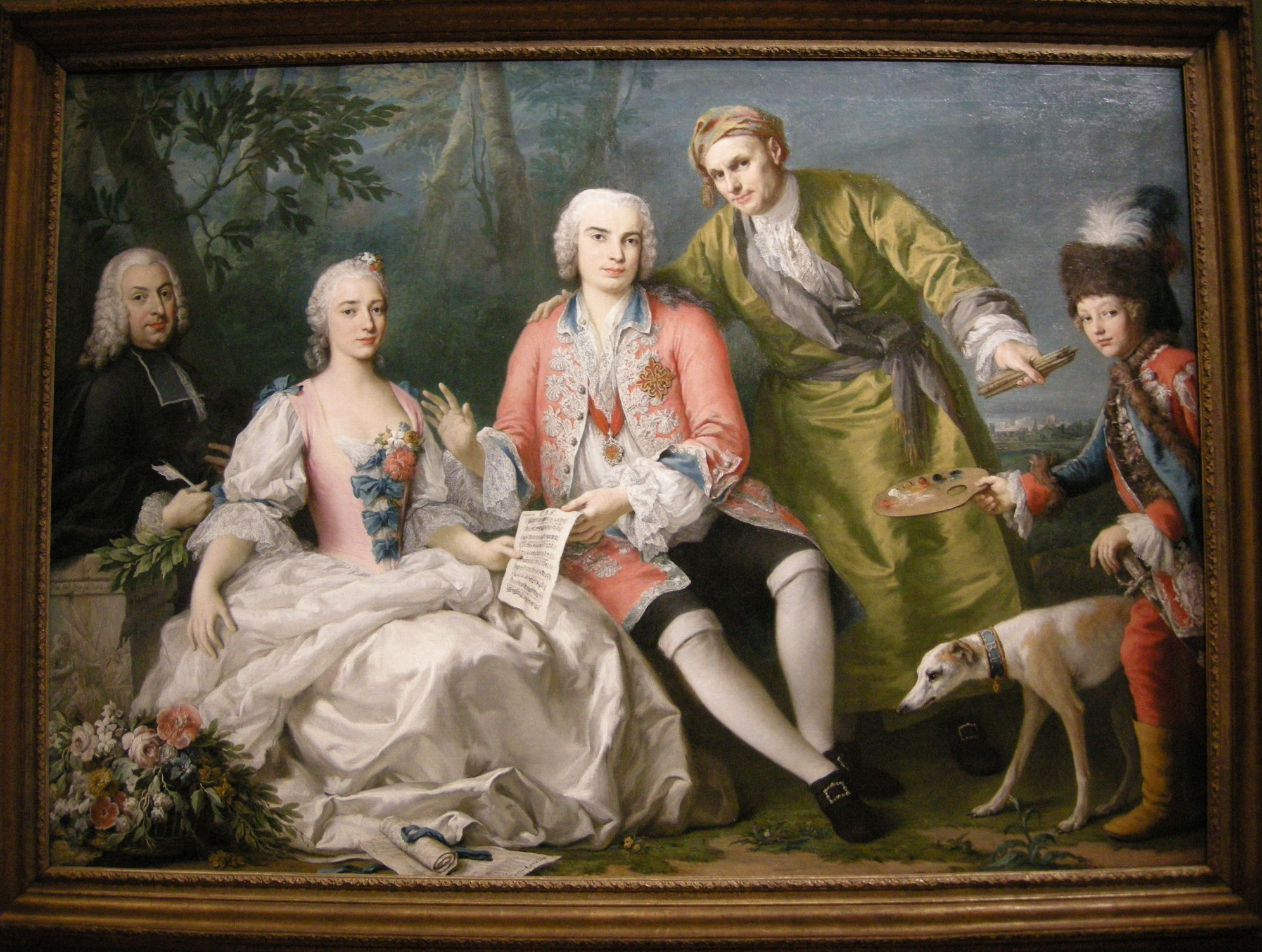
Retrato colectivo, donde Farinelli (centro) posa con el poeta Pietro Metastasio (izquierda), letrista de muchas de sus obras en Madrid. Pintura de Jacopo Amigoni (National Gallery of Victoria).

Tras algunos años en Inglaterra, Farinelli partió para España en 1737, si bien se quedó antes algunos meses en Francia, donde cantó ante Luis XV de Francia. En España, donde solo tenía planeado quedarse unos meses, terminó viviendo casi 25 años. Su voz, empleada por la reina para curar al Rey Felipe V, el primer Borbón, de su depresión melancólica, le ganó tanta influencia con Felipe V que este no solo acabaría dándole poder, sino el nombre oficial de primer ministro. Farinelli era lo suficientemente sabio y modesto como para usar ese poder discretamente. Estaba secretamente enamorado de una joven de la nobleza, de la cual no se sabe el nombre completo, solo sus iniciales: S.I.L. Residió en un palacio que mandó construir en Aranjuez, el Palacio de Farinelli.
Durante dos décadas, noche tras noche, se le pedía que cantara las mismas arias al rey. Farinelli fue nombrado director del Coliseo del Buen Retiro, en Madrid, y del de Aranjuez. La mayoría de las obras que montó tenían textos de Pietro Metastasio. Se le otorgó el rango de caballero en 1750 y fue condecorado con la Cruz de Calatrava. Utilizó su poder en la corte para persuadir a Fernando VI de que estableciera la ópera italiana. También dirigió el Colegio Real de Santa Bárbara de Niños Músicos, popularmente conocido como «Casa de los Capones», situada en la calle de Leganitos de Madrid, donde también vivía Domenico Scarlatti, músico napolitano instalado en España. Después del ascenso de Carlos III, Farinelli se retiró en 1760 a Bolonia con la fortuna que amasó, y allí pasó el resto de sus días con Metastasio hasta su fallecimiento, pocos meses después que él. Su patrimonio incluía regalos de la realeza y valiosos instrumentos musicales, como un violín Stradivarius y un clave construido por Diego Fernández que le regaló Bárbara de Braganza y que él bautizó como Correggio. Según el testamento de Bárbara de Braganza, a la muerte de esta en 1758, Farinelli recibió tres de los mejores claves de la reina además de toda su biblioteca musical.
Farinelli no sólo cantó, sino que también tocó instrumentos musicales con teclado y la viola d'amore. Ocasionalmente compuso, escribió el texto y la música de un adiós a Londres y un aria para Fernando VI, así como sonatas en órganos.

## Posteridad

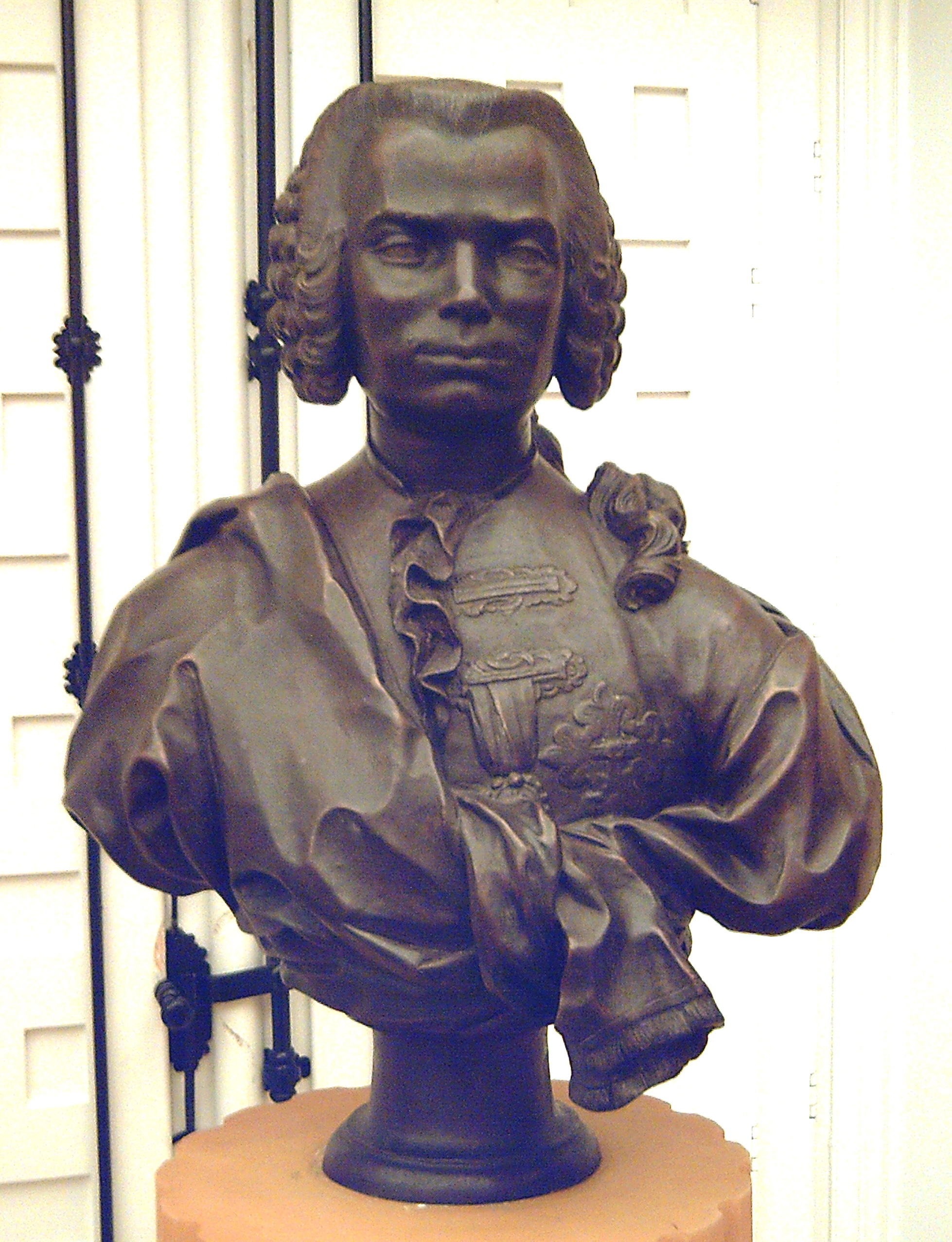
Busto neoclásico anónimo de Farinelli (Real Academia de Bellas Artes de San Fernando, Madrid).

A finales del siglo XIX, el papa León XIII prohibió la castración cuyo objetivo era producir sopranos o contraltos masculinos. Se puso fin así a una práctica que acaso embellecía el bello canto, pero a costa de envilecer la condición humana. Aunque mucho más antigua, la leyenda de Farinelli comenzó entonces.
En 1994 se realizó una película, Farinelli, Il Castrato, aunque hay errores en algunos detalles sobre su vida. Por ejemplo, se le da al hermano de Farinelli mucha importancia, y se le resta a Porpora, mientras que Händel está representado como un villano. También la película ofrece una explicación diferente de cómo Carlo Broschi llegó a tomar el nombre artístico de Farinelli. Este largometraje, no obstante, no es la primera obra dramática que tiene a Farinelli como su principal protagonista. El compositor Daniel Auber escribió una cantata sobre el castrado con un libreto de Eugène Scribe. Asimismo, Tomás Bretón estrenó en 1902 su ópera Farinelli con libreto de Juan Antonio Cavestany,
En 1998 se constituyó en Bolonia el Centro de Estudios Farinelli, con el propósito de recordar la figura del castrato, que vivió y murió en dicha ciudad. El Presidente Honorario del Centro es el Rector del Real Colegio de España en Bolonia, José Guillermo García Valdecasas. Entre las iniciativas organizadas por el Centro de Estudios, se distinguen la restauración de la tumba de Farinelli en el año 2000 y la exhumación y traslado de sus restos a la Cartuja de Bolonia en 2006. El proyecto de exhumación fue promovido por el anticuario florentino Alberto Bruschi. El responsable y coordinador general del proyecto fue Luigi Verdi, Secretario del Centro de Estudios Farinelli.
La antropóloga Maria Giovanna Belcastro, de la Universidad de Bolonia, el paleoantropólogo Gino Fornaciari, de la Universidad de Pisa y el ingeniero David Howard, de la Universidad de York, fueron los científicos responsables del análisis de los restos. La exhumación tuvo lugar el 12 de julio de 2006 y la noticia tuvo una gran repercusión en la prensa mundial.

## Obras
- Ossequiosissimo ringraziamento
- La partenza
- Orfeo - con Riccardo Broschi
- Recitativo: Ogni di piu molesto dunque
- Recitativo: Invan ti chiamo
- Aria: Io sperai del porto in seno
- Aria: Al dolor che vo sfogando
- Aria: Non sperar, non lusingarti
- Aria: Che chiedi? Che brami?